# Point d'orgue
Pour les articles homonymes, voir point.
En notation musicale, le point d'orgue est un signe constitué d’un point inscrit dans un demi-cercle, qui indique que la durée de la figure de note ou de silence au-dessus ou au-dessous de laquelle il est placé peut être prolongée au gré de l'exécutant. Le point d'orgue produit donc une suspension passagère du tempo. Le terme renvoie à la capacité qu’a l’orgue de tenir une note sans limite de durée, contrairement à la plupart des instruments, dont le son faiblit plus ou moins rapidement après l’attaque.

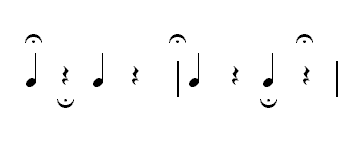
Exemples de points d'orgue

## Terminologie
L'origine du mot « point d'orgue » serait une mauvaise traduction du latin punctum organi qui désignait, dans le conduit médiéval, une clausule en organum, c'est-à-dire un passage avec une voix grave (teneur) tenant sa note de manière incommensurable tandis que les autres développent des fioritures en valeurs brèves. Avec les siècles, l'expression s'est mise à désigner la vocalise soliste (sens conservé par point d'orgue jusqu'au XIXe siècle) ainsi que la très longue tenue (sens actuel).
- Dans la plupart des langues, point d'orgue se traduit par fermata (ou fermate), terme d'origine italienne (fermare : « tenir »). Dans certaines langues, l'expression « point d'orgue » (en allemand : Orgelpunkt ; en néerlandais : orgelpunt) désigne ce qu'en français on nomme pédale et ne doit surtout pas être confondue avec le point d'orgue.
- Par métaphore, on considère un évènement comme un « point d'orgue » dans une séquence d'évènements rapides lorsque celui-ci est une sorte de pause, temps suspendu dans cette séquence. Par glissement sémantique, on confond parfois cette expression avec « summum », « point culminant ».

## Point d'arrêt

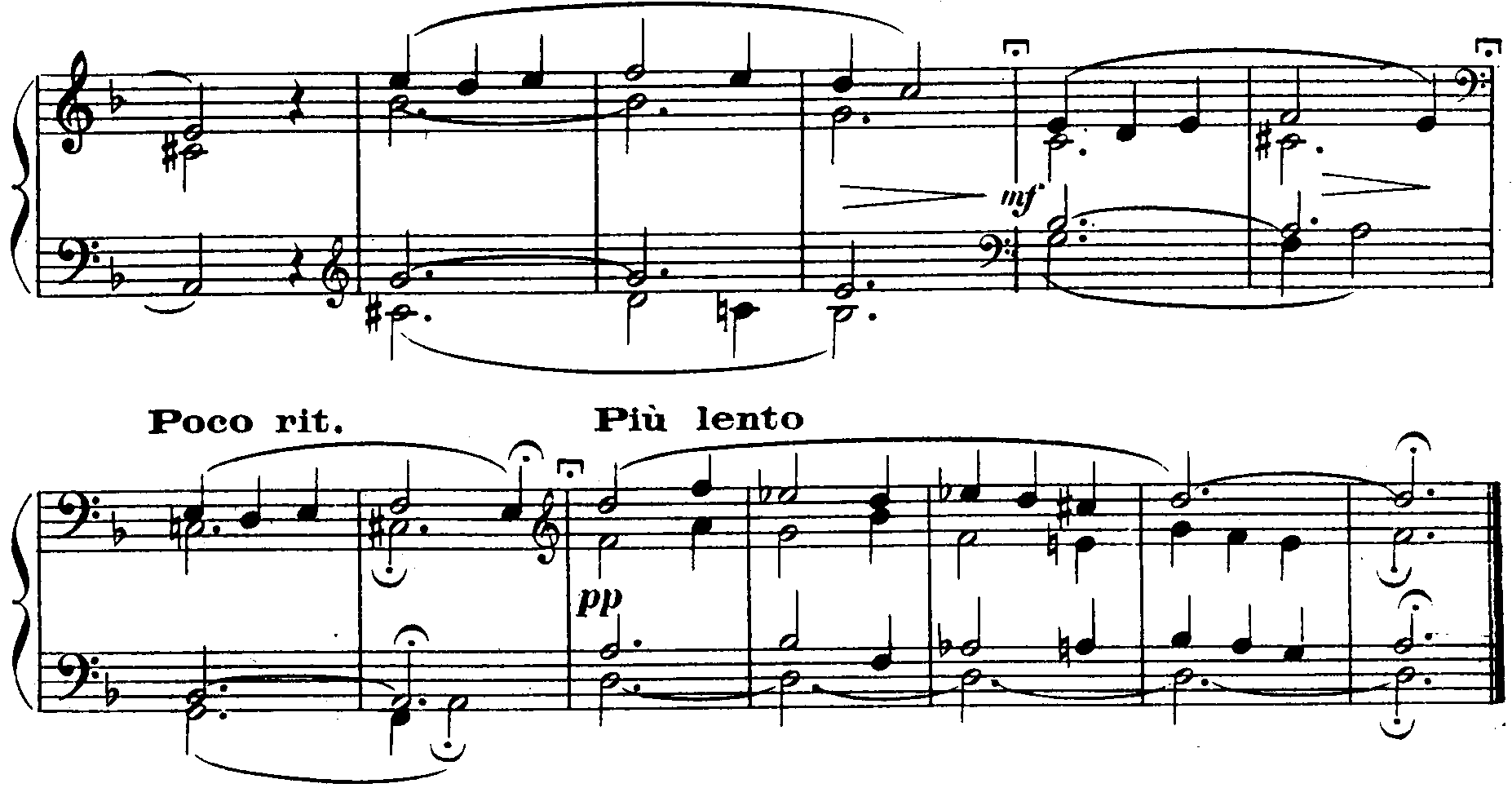
Points d'orgue et points d'arrêt
(J. Guy Ropartz, Au Pied de l'Autel,
n^{o} XXII, mesures 95 à 107.)

Le point d'orgue peut être placé sur un silence pour l’allonger de la même manière qu'une note, ou encore sur une barre de mesure (il autorise alors un silence libre entre les sections précédant et suivant cette barre de mesure) — un tel point d'orgue est aussi appelé point d'arrêt.
- Le point d'arrêt peut être exprimé par le signe de forme carrée, tandis que le signe traditionnel rond est réservé au point d'orgue sur une note[3].

|               |               |
| Point d'orgue | Point d'arrêt |

## Durée
La durée de la suspension du mouvement exprimée par le point d'orgue (ou d'arrêt) est indéterminée. Elle est habituellement laissée « au bon goût de l'exécutant », mais dépend aussi du style (cf. infra).
Certains auteurs essaient de quantifier la suspension du mouvement :
- Danhauser remarque qu'elle est « ordinairement égale à [la suspension] d'une mesure entière[6] ».

- Viallon − tout en signalant le caractère « facultatif » − indique que le point d'orgue « augment[e] du tiers ou de la moitié la durée de la note ou du silence sur lequel on le place[7]. ».
- D'autres en fixent la « durée approximative [à] 2 fois, 3 fois, voire 4 fois la valeur réelle » [de la note][8].
- Selon Ney − parlant au XIXe siècle de l'interprétation de la musique à la Palestrina −, « le directeur cesse de battre, mais le chœur doit doubler la valeur de cette note en prolongeant le son de manière qu'il diminue graduellement et s'éteigne tout à fait lorsque la valeur de la note a été doublée[9]. ».

## Usages
- Apparu au XIVe siècle, le point d'orgue était d'abord le plus souvent placé sur la dernière note d'une pièce.
- À la Renaissance et à l'époque baroque, le point d'orgue est aussi appelé point de convenance ou de concordance[10] − il indique alors « qu'il faut continuer le Son de la Notte, sur laquelle il est, jusqu'à ce que les autres Parties soient venuës à leur conclusion[11] », ou encore pause générale − laquelle « conduit au repos pour toutes les voix[12] ».

- Au XVIIIe siècle les Solfèges d'Italie[13] nomment cet usage ancien (« sur la Note finale d'une seule partie », laquelle continue « jusqu'à ce que les autres parties arrivent à leur conclusion naturelle ») point d'orgue, mais nomme point de repos l'usage correspondant à la définition moderne (« pour suspendre la Mesure »).
- À la même époque, le point d'orgue peut aussi signaler la fin d'un élément canonique. On le voit encore dans l'Art de la fugue de Bach.
- À l'époque baroque, on le trouve sur la dernière note de chaque phrase (« période ») du choral protestant (et notamment dans les versions harmonisées par Bach). L'interprétation de ce point d'orgue a varié : si, dans les années 1950, on avait tendance à le faire durer longtemps, aujourd'hui, en général, les interprètes de musique baroque ne le font presque pas durer plus que la valeur rythmique indiquée.
- Lorsqu'une pièce musicale de structure ABA est notée avec un « da capo » — par exemple, une aria da capo, précisément — le point d'orgue est souvent employé sur la dernière note — ou le dernier accord — de la section principale (A), pour indiquer la fin du morceau après exécution de la reprise, en lieu et place du traditionnel mot « fine » ou « fin ».
- Dans le répertoire lyrique ou concertant du XVIIIe siècle, et dans une partie confiée à un soliste, un point d'orgue placé sur l'accord de quarte et sixte de cadence — précédant l'ultime reprise orchestrale (le tutti de l’orchestre) — indique la possibilité pour ce soliste d'improviser une cadence.

## Échelles de durées
Au XXe siècle les compositeurs ont souvent voulu différencier des points d'orgue de différentes durées ; sont même apparues des tentatives d'échelles cohérentes de points d'orgue. Voici différentes manières en usage :
- En indiquant la durée par un mot (comme « {\displaystyle lunga} ») au-dessus ou en dessous du point d'orgue.

Ainsi on trouve couramment chez Poulenc :
| {\displaystyle court} |  | {\displaystyle long} |
- En indiquant une durée mesurée en secondes.

Exemples :
| {\displaystyle 5''} | {\displaystyle ca.} {\displaystyle 12''} |
- En utilisant des points d'orgue de formes différentes (le point d'orgue carré perdant alors son sens spécifique de point d'arrêt).

Principales échelles :
|      |          |
| bref | long[14] |
|       |       |          |
| court | moyen | long[15] |
|                     |                 |                       |                     |                         |
| de très bref à bref | de bref à moyen | de moyen à assez long | d'assez long à long | de long à très long[16] |
|           |      |       |            |      |           |                           |
| très bref | bref | moyen | assez long | long | très long | le plus long possible[17] |
On peut voir qu'il n'y a pas de consensus sur la question (en particulier, en ce qui concerne la valeur relative des points d'orgue carré et rond).

## Point d'orgue virgulé
Dans Iberia, Albéniz fait usage de « points d'orgue virgulés » qui « doivent être considérés comme des véritables respirations. »
|  |
Debussy associe lui aussi point d'orgue et virgule, quoique sans les combiner.
On trouve chez Ohana la combinaison d'un point d'orgue carré et d'une virgule de respiration, surtout placé sur une barre de mesure.
|  |

## Informatique
Le point d'orgue est ainsi codé en Unicode :
| MUSICAL SYMBOL FERMATA       | U+1D110 |  |
| MUSICAL SYMBOL FERMATA BELOW | U+1D111 |  |

### Logiciels de partitions
Lilypond connaît quatre types de points d'orgue :
|              |         |             |                 |
| shortfermata | fermata | longfermata | verylongfermata |